# رولند وولف
رولند وولف (انگلیسی: Rowland Wolfe; ۸ اکتبر ۱۹۱۴ – ۱۴ ژانویهٔ ۲۰۱۰) ژیمناست هنری اهل ایالات متحده آمریکا بود.